# 朝鮮労働党第7次大会
朝鮮労働党第7次大会（ちょうせんろうどうとうだいななじたいかい、朝鮮語: 조선로동당 제7차대회）は、2016年5月6日から9日までの4日間、朝鮮民主主義人民共和国（以下、北朝鮮）の執権政党である朝鮮労働党が実施した党大会である。

## 概要

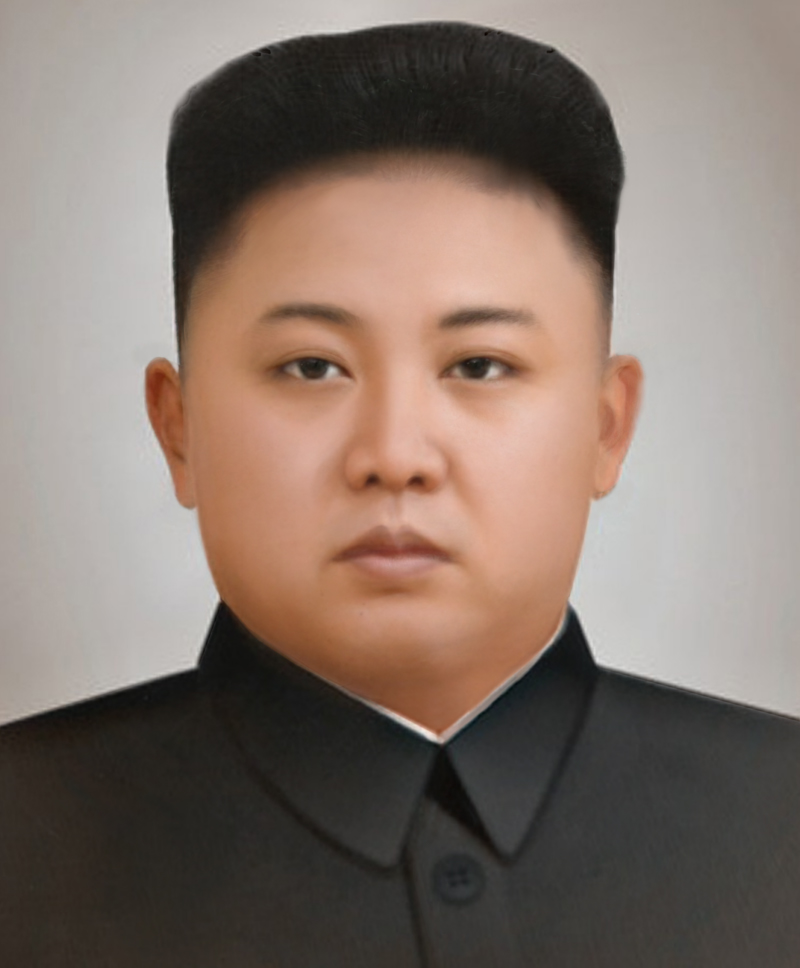
党大会にて委員長に推戴された金正恩

朝鮮労働党は、1980年までに6回の党大会を実施しており、そのたびに重要な決定を行ってきた。しかし、1980年の第6回党大会以降、36年間にわたって党大会は開かれず、臨時党大会格の党代表者会議を金正日政権末期の2010年と金正恩への権力継承直後の2012年に開催するにとどめてきた。2015年10月30日、朝鮮中央通信が2016年5月初旬に党大会を開催することを発表する。それ以降、北朝鮮や水爆実験や長距離弾道ミサイル発射実験などを成功裡に行ったと主張したことは、党大会に向けた実績作りとも分析された。
5月6日より党大会は開催され、金正恩党第一書記は事業総括報告を行い、その中で北朝鮮が「責任ある核保有国」であることを宣言し、同時に先制攻撃されない限り核兵器を使用する意図はないとも表明した。また経済分野では、2020年までの5年間に遂行する「国家経済発展5カ年戦略」を提示し、核開発と経済発展を並行して進める「並進路線」を取るとした。これらの報告は全会一致で採択され、最終日の5月9日、金正恩は新設された朝鮮労働党委員長のポストに推戴され、北朝鮮における金正恩時代の幕開けを告げた。

## 党大会の準備

### 日程
2015年10月30日、朝鮮中央通信は朝鮮労働党が2016年5月初旬に実施すると発表した。2015年12月中旬には、一部報道機関が金正恩の発言を根拠に、党大会が2016年5月から10月に延期されたと報じたが、すぐに朝鮮中央通信が2016年5月に党大会を開催すると報道し、噂を打ち消した。
4月27日になって、党大会が5月6日から平壌で開催されることが発表された。しかし開催当日になっても4・25文化会館で開催されるであろうという推定がなされるなど、場所すら明らかにされなかった。また党大会が始まっても「党大会は4日程度続くであろう」と、開催期間も明らかにされなかった。

### 兵器実験
1月6日、北朝鮮は水爆実験を実施したと発表したが（アメリカや韓国などは水爆ではなく原爆であったと推定）、韓国国家情報院は、この時期に核実験を実施した理由は5月の党大会において成果として発表するためだったと推測している。また4月に何度か実施された中距離弾道ミサイル発射実験にも同様の意図があったと推測されている。また党大会の前後には、北朝鮮が核実験に踏み切るのではないかという懸念もなされたが、結局は行われず、これは中国に配慮した結果という分析がある一方、単に金正恩の言葉を国際社会が拡大解釈しただけ、金正恩が関心を引くための欺瞞だった、核実験を予定していたが支障が生じたなど、様々な分析がなされた。

### 70日戦闘
北朝鮮では、党大会といった重要な行事において宣伝材料となる成果を出すために、行事の前に国民に対して短時間で生産や建設など労働力を高める「○○日戦闘」などと称する総動員令をかけることがあり、今回の党大会でも2016年2月23日に朝鮮労働党中央委員会が全党員に対して「70日戦闘」と称した「速度戦」を行うよう指示。道路の補修工事や河川の整備事業、花壇の造成といった都市美化事業などが行われたが、国民に対しては過酷なノルマが課せられ、また労働環境も劣悪であり、三池淵線（白頭山観光鉄道）の工事現場では土砂崩れが発生し労働者が死亡するといった労災事故も発生している。
北朝鮮では経済事情悪化のために本来の仕事では給与や食料配給の遅延が常態化しており、このため無断欠勤して個人で経済活動を行うケースが後を絶たず、70日戦闘の期間中はこうした無断欠勤や職場離脱者に対して公安機関が家々を回り摘発を強化した。一方で60万北朝鮮ウォンを納めれば70日戦闘からの除外を許された。70日戦闘の期間中、当局は毎月1000ウォンを銀行に貯金することを住民に強要するといったことも行われた。
2月23日から開始した70日戦闘は党大会4日前の5月2日に終了した。

### 参加者
2016年3月中旬になってようやく党大会に向けた正式な手続きが始まり、党大会に出席する候補者の選考が始まった。4月12日から13日にかけて朝鮮人民軍の代表会が開催され、党大会に出席する軍代表に金正恩が選出され、またこの時期には出席者の選出はほぼ終わった。4月30日には、在日本朝鮮人総聯合会（朝鮮総連）の総連大阪府本部委員長である夫永旭を団長とした在日本朝鮮人祝賀団が党大会に参加するため平壌入りしている。5月2日に党大会参加者は平壌に到着し、市内のホテルに滞在を開始。牡丹峰楽団などの公演や、新規に建設された施設の見学、金正恩の名義の贈り物を受けるなど特別待遇を受けた。こうしたプレゼントは過去の党大会でも行われている。

### 平壌市内
党大会の開催が近づいた4月下旬には平壌には厳しい規制が敷かれ、住民に対しても冠婚葬祭や旅行が事実上できなくなるなど取り締まりが強化された。また党大会直前、平壌市内には「党第7回大会」、「慶祝」、「党大会を輝かしい労働の成果で迎えよう！」などと書かれた看板が多数設置され、学生と女性らが祝賀行事の練習を行っている姿が報道されている。

### その他
金正日の命日である2015年12月17日に毎年恒例の追悼大会が行われなかった要因の一つには、5月の党大会に集中する意図もあるとされた。
2016年1月1日、金正恩は新年の辞で第7回党大会を勝利者の大会、栄光の大会として輝かせるべきと言及。2月2日から3日にかけて行われた党中央委員会と党人民軍委員会の連合会議・拡大会議において、金正恩が軍に対して絶対服従を指示したことには、党大会に向けて各種建設事業に軍の動員を増やそうとする意図もあると推測された。
大会の初日、咸鏡北道の人民委員会の建物に対する放火事件が発生したとデイリーNKが報じた。

## 党大会の推移

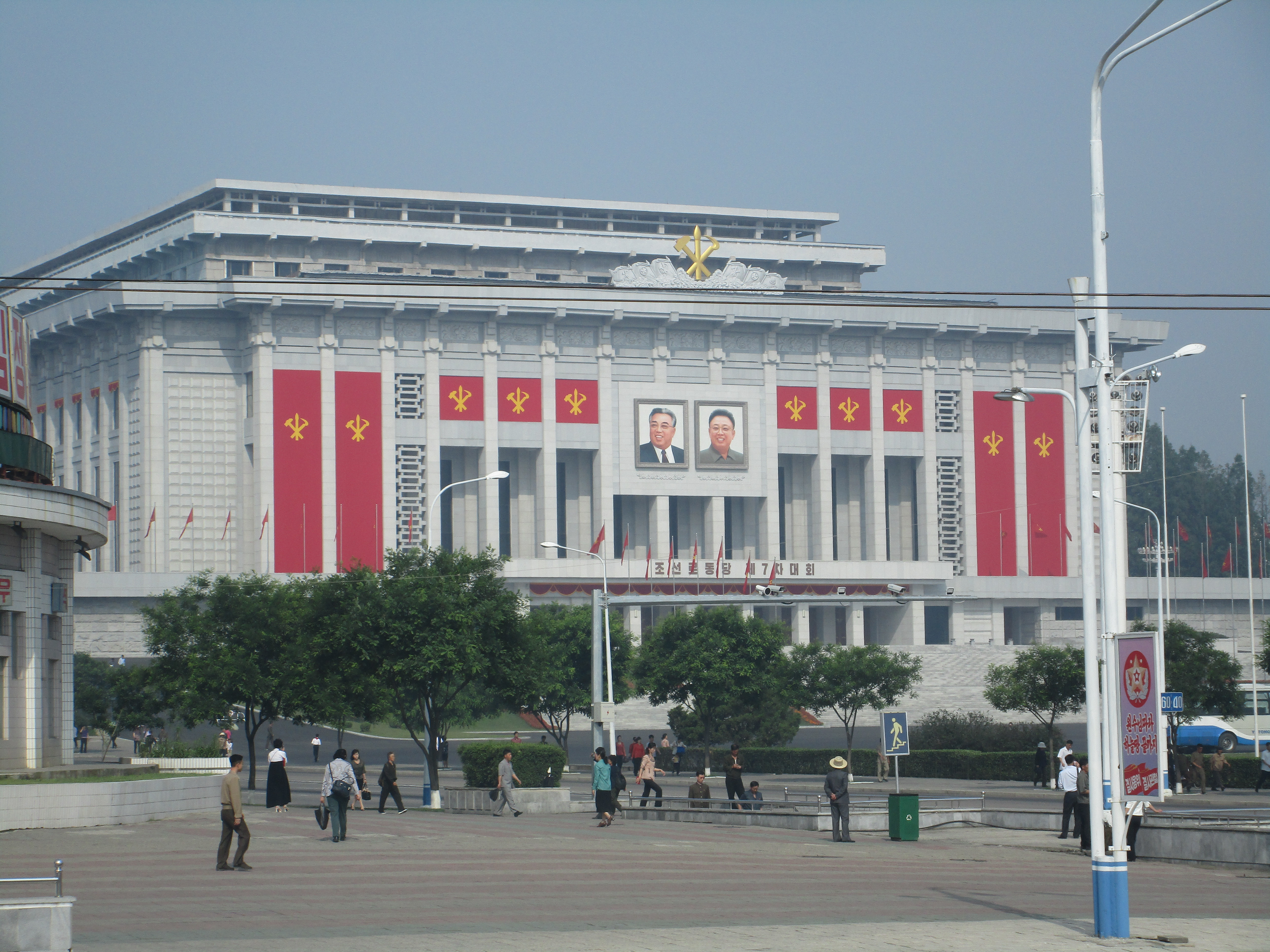
党大会が開催された4・25文化会館

2016年5月6日午前、第7回党大会は4・25文化会館で開幕した。出席者は、各級党代表会で選挙により選ばれた3,467人の議決権代表者と、200人の発言権代表者の全員。金正恩は公式の場では初となるスーツ姿で登場し、このほか髪型やメガネ、体型、手のしぐさなどは祖父の金日成国家主席を意識したものだとされている。開会の辞では金正恩が水爆実験と地球観測衛星光明星4号の打ち上げ成功に言及。その後、金正恩を党の最高位に推戴すべきか議論を行うことが予告された。
5月6日から7日にかけて行われた中央委員会事業総括報告では、金正恩が以下のような内容の発言を行った。
- 軍事・南北統一関連
  - 北朝鮮は責任ある核保有国であり、敵対勢力が先制攻撃を仕掛けてこない限り核を使用することはない。
  - 北朝鮮は核拡散防止の義務を誠実に履行し、非核化された世界を実現するため努力する。
  - 南北朝鮮の自主的統一は朝鮮労働党の確固たる意志であり、「祖国統一三大憲章」を守りながら統一の道を切り開く。
  - 朝鮮半島の平和統一のため、南北の軍事当局間の対話が必要である。両者による会談を行うことで、衝突の危険の除去、緊張状態の緩和、双方の関心事項について解決が可能となる[33]。
  - 敵対勢力が戦争を起こすなら侵略者を無慈悲に懲罰し、祖国統一を成し遂げる。
  - アメリカは対北朝鮮制裁を解除し、朝鮮半島問題から手を引くべき。

- 経済関連
  - 北朝鮮経済は先端水準に達した分野がある一方で、著しく遅れている分野があると指摘し[34]、2016年から2020年にかけて遂行すべき「国家経済発展5カ年戦略」を提示。
  - 核開発と経済発展を並行して進める「並進路線」を取る。
  - 4大先行部門（石炭、電力、金属、鉄道）と基礎工業部門を正常軌道に乗せる。
  - 農業と軽工業の生産量を増やすことで国民生活を向上させる。
  - 特に電力問題の解決は、経済発展と国民生活の向上のため重要であり、力を注ぐ。

- 朝鮮労働党関連
  - 党や国の最高権力を狙い、党内に分派を作った現代版宗派分子を断固粛清(2013年12月の張成沢粛清事件を指す)することで、主体革命の命脈を守った。
  - 権勢や官僚主義、不正腐敗行為が根本から消えるまで、戦いを根気強く強力に続ける。

並進路線については、これは一時的な対応策ではなく、恒久的な戦略的路線であり、最も正当で革命的な路線としている。金正恩は党大会3日目（5月8日）に、並進路線を貫徹するよう改めて強調している。また、「現代版宗派分子の粛清」などは党中央委員会行政部長だった張成沢ら幹部の粛清を正当化し、今後も粛清が続くことを予見するものとされた。
続いて行われた討論では10人ほどの参加者全員が金正恩の政治功績を賞賛し、事業総括報告に対する賛同を表明した。主な発言内容は以下のとおり。
- 金己男党中央委員会書記局書記 - 朝鮮労働党と革命の百年の大計の進むべき道を明るく照らした歴史的な報告であり、全面的に支持・賛同する。
- 李明秀朝鮮人民軍総参謀長 - 主体の軍建設思想と戦略戦術、卓越した錬金術で革命武力強化の最全盛期を広げた。
- 趙延俊党組織指導部第1副部長 - 歴史的報告で提示した綱領的な課題を高く掲げ、朝鮮労働党を偉大なる金日成・正日・正恩の党として強化発展することに積極的に貢献することを誓う。
- 朴奉珠内閣総理 - 社会主義強盛国家建設にあたり生じる全ての問題の完璧な解答を示した綱領的旗印であり、闘争の旗印である。全面的に支持・賛同する。

またこの討論では、李明秀総参謀長が、既に韓国全土、アジア太平洋地域のアメリカ軍基地、アメリカ本土を攻撃するための準備は整っており、金正恩の命令が下れば敵対勢力の頭上に核の雷声を鳴らし、アメリカという土地自体を地球上から完全になくすと威嚇する発言を行った。ただし、この発言は翌8日の労働新聞には掲載されておらず、行き過ぎを是正したのではないかという推測もなされた。
5月9日に決定書が採択され、金正恩が行った事業総括報告に対して支持・賛同が表明された。決定書の主な中身は以下のとおり。
- 金正恩の事業総括報告は偉大な綱領であり、全幅的に支持賛同する。
- 金正恩を最高位と位置付ける。
- 北朝鮮は責任ある核保有国であり、先制攻撃されない限り、先に核兵器を使用しない。
- 世界の非核化実現に向け努力。
- 強力な核抑止力によってアメリカによる核戦争の危険を除去する。
- 核兵器の小型化、多種化を高い水準で実現することで、核戦力を質的・量的ともに強化し、北朝鮮を「東方の核大国」として輝かせる[41]。
- 北朝鮮と友好的な国との協調関係を拡大させる。
- 連邦制による平和的な南北朝鮮統一を目指す。ただし、韓国が制度統一に固執し戦争を起こすならば、正義の統一戦争で反統一勢力を無慈悲に払いのけ、統一を達成する。

この報告書で金正恩は最高位に奉るとされた。5月9日の会議では第7期中央委員会を選出したほか、党規約が改正され、党を代表し、領導する最高領導者の職名を朝鮮労働党委員長とした。また、朝鮮労働党が「偉大なる金日成・金正日主義党」であるとし、金正日を「朝鮮労働党の象徴、永遠なる首班」とすることや、党大会中に金正恩が繰り返した「並進路線」も党規約に盛り込まれた。金永南最高人民会議常任委員長が金正恩を党委員長に推戴することを提案し、金正恩が約9分にわたって閉会の辞を述べて党大会は閉幕した。
党大会が終了した翌5月10日には平壌の金日成広場で党大会開催を祝う群衆大会、市民によるパレードが開催され、金正恩をはじめ金永南、黄炳瑞、朴奉珠、崔竜海といった最高幹部も壇上に姿を見せた。金正恩はこの場で演説を行い、その中で今回の党大会を「党を一層強化し、革命の偉業を完成させるための戦いにおいて新たな分水嶺となる、勝利と栄光の大会」であるとした。

## 党大会後の人事
5月9日の党大会終了後に行われた第7期朝鮮労働党中央委員会第1回総会では、政治局常務委員や政治局員らの人事が決定された。主な人事の内容を以下に挙げる。
- 金永南最高人民会議常任委員会委員長兼政治局常務委員 - 留任
- 朴奉珠内閣総理兼党政治局員 - 政治局常務委員に昇格
- 崔竜海党政治局員兼書記 - 政治局常務委員に復帰(2012年以来)

この人事発表では、2016年2月を最後に消息を絶ち、粛清されたとも伝えられていた前・朝鮮人民軍総参謀長の李永吉が党政治局委員候補と中央軍事委員会委員に選出されており、翌5月10日の労働新聞にも李永吉の写真が掲載され、本人に間違いないとみられることから、処刑説は誤りであることが明らかとなった。ただし肩の階級章の星の数が4つから3つに減っていることから、軍階級の降格はあったものと推測される。

## 事前に注目された点
- 金正恩時代の到来の宣言、金正恩の偶像化[49]。
- 金永南最高人民会議常任委員長の交代の有無[2]
- 党の組織改編[2]
- 国防委員会の位置づけの変更の有無[2]

## 報道
駐中国北朝鮮大使館は党大会1ヶ月前の2016年4月6日、北京に駐在する各外信記者に対し、党大会の取材を希望する場合はビザの申請を行うよう通知した。北朝鮮は国外の報道機関を党大会に招待し、120人余りの報道陣が取材にあたった。北朝鮮は5月4日に平壌市にある、北朝鮮初の兵器工場の跡地に作られた記念施設である平川革命事績地を案内し、報道陣に対して核保有の実績を強調した。このほか、平壌光復地区の商店街で人々が買物をする姿や、金日成総合大学なども公開した。5月5日には平壌市内に住む裕福な科学者の豪華なマンションの内部を紹介させ、そこに暮らす住民とのインタビューを報じさせた。
報道拠点は平壌市内の1980年代に建設されたホテルが用意されたが、電話などは古く、ガイド同行なしには外出できないなど、記者団からは不満も漏れた。
5月6日に党大会は開幕したが、国外の報道陣は党大会の日程はおろか開始時刻すら正確に知らされず、党大会が開催された4・25文化会館から200メートル離れた会場の外側の撮影が許可されたのみで、会場に入ることは許されなかった。
このため党大会の生中継映像はなく、初日の様子は5月6日22時(PYT)になって編集された録画映像が朝鮮中央テレビによって放送され判明した。また7日の様子も、同日22時5分（同）から約28分間の録画放送で伝えられた。その中で金正恩は事業総括報告を行っているが、この時は肉声は流れなかった。しかし5月8日15時（同）に特別重大放送と称して、事業総括報告を行う金正恩の姿が肉声付きで3時間3分にわたって放送された。なお事業総括報告の全文は、5月8日付の労働新聞に9面を使って掲載されている。
党大会最終日の5月9日、北朝鮮は取材陣30名ほどを会場に入場させ、取材することを許可した。また最終日の閉幕式の様子は、同日22時（同）から約30分間にわたって録画放送された。
5月10日には党大会開催を記念する祝賀行事が金日成広場で行われ、朝鮮中央テレビで1時間20分に渡って実況中継された。

### BBC記者の国外追放事件
ノーベル賞受賞者3人の訪朝に合わせ、党大会開幕前から平壌を訪問していた英国放送協会(BBC)の東京特派員が4月30日、金正恩について「太っている上、予測できない（金正日の）息子」と表現した記事を配信する。5月6日、北朝鮮当局はこの記者が金正恩に対する不敬な報道をしたという理由で身柄を拘束し、8時間にわたる取り調べを行った。この後、記者は供述書に署名をさせられ、国外退去処分となった。
この事件は5月9日、党大会の取材に参加していたCNNの記者がツイッターで報じ判明した。中国の新華社通信は、北朝鮮官僚の話としてこの事件を報じている。
党大会取材のため北朝鮮に残った別のBBCの記者によれば、北朝鮮指導部が平壌の日常を取材したBBCの報道に不満を表したという。

## 国際社会の反応
北朝鮮が各国政府に対して代表団の招待状を送ったかどうかについて詳細な情報は明らかになっていない（前回の第6回党大会では118カ国に招待状を送付した）。なお中国に関しては招待状を送っていないことが明らかとなっている。国外からの代表団の訪問はなかったとされている。

### 中国
中国は5月6日までに共産党中央委員会の名前で党大会に祝電を送っているが、金正恩に関する言及がなかった。再三の核実験や長距離弾道ミサイル発射実験の自粛を求めたにもかかわらず強行したことへの不満の現れだとされている。5月9日には習近平総書記が金正恩宛に祝電を送っているが、「同志」という表現は使用しなかった。しかし朝鮮中央通信の報道では「金正恩同志」という表現を使っていたことになっており、北朝鮮側の偽装が指摘された。
中国外交部の洪磊報道官は、開幕した6日に記者会見で、北朝鮮は国際社会の声に耳を傾けるべきと発言。

### 韓国
党大会に向け、大統領府は不測の事態に備え北朝鮮の動向を注視した。
金正恩の非核化努力の発言に対して政府当局者は、全世界が核を放棄すれば北朝鮮も放棄するという意味であるとし、事実上の非核化拒否であると見解を示した。また統一部の鄭俊熙報道官は、北朝鮮に自ら核兵器を放棄する意思がないことを露骨に表したものだと批判した。

### 日本
金正恩が北朝鮮を「責任ある核保有国」としたことに対し、5月9日に菅義偉官房長官は国連安保理決議などの順守を求め、断じて受け入れられないと非難。また、金正恩が日本に対し、過去の罪悪(日本による朝鮮半島の植民地支配を指す)について反省・謝罪を求め、朝鮮統一を妨害しないよう求めた点については、一方的な主張で受け入れられないと反発した。

## 祝電
労働新聞によれば、金正恩に対して中国、ロシア、モンゴルなど20カ国余りが党大会開催の祝電を送ったとしている。党大会開催や、金正恩が党委員長に推戴されたことに対し祝電などを送ったと報じられている外国元首、政党、政党要人、その他団体は以下のとおり。

### 元首、首長
- アンゴラ - クアンド・クバンゴ州知事（花かご贈呈）[63]

- キューバ - ラウル・カストロ国家評議会議長[64]

- 中国 - 習近平共産党総書記[65]

- ナイジェリア - ムハンマド・ブハリ大統領（花かご贈呈）[66]

- パレスチナ - マフムード・アッバース大統領[67]

- シリア - バッシャール・アル＝アサド大統領（花かご贈呈）[68]

- ウガンダ - ヨウェリ・ムセベニ大統領[69]

### 政党
- ブラジル・マルクス・レーニン主義共産党（金正恩に最高賞状）[70]

- 中国共産党中央委員会[71]

- キューバ共産党中央委員会[72]

- 赤道ギニア民主党（花かご）[63]

- 連邦団結発展党中央執行委員会[73]

- ネパール共産党統一マルクス・レーニン主義派中央委員会[74]

- 天道教青友党中央委員会[75]

- 朝鮮社会民主党中央委員会[76]

- ポルトガル共産党中央委員会[77]

- サントメ・プリンシペ解放運動社会民主党（英語版）中央委員会（花かご）[63]

- ベトナム共産党中央委員会（祝電[78]、花かご[63]）

### 政党要人
- ピエール・ヌゴロ - コンゴ労働党中央委員会書記長[79]

- ヘロニモ・オサオサ・エコロ - 赤道ギニア民主党書記長[80]

- ブンニャン・ウォラチット - ラオス人民革命党中央委員会書記長[81]

- アルベルト・アナヤ・グティエレス - 労働党全国指導者[82]

- N・エンフバヤル - モンゴル人民党委員長[83]

- ナンゴロ・ムブンバ - 南西アフリカ人民機構書記長[84]

- P･N･シモネンコ - ウクライナ共産党中央委員会第1書記[85]

- ジャスティン・カスレ・ルムンバ - ウガンダ国民抵抗運動書記長[86]

### その他政治家
- 猪木寛至 - 参議院議員[87]

### その他団体
- 在中国朝鮮人総連合会[88]

- 在日本朝鮮人総聯合会中央常任委員会[89]